# Test de volatilité de Noack
Le test de volatilité de Noack, nommé d'après le patronyme de Kurt Noack, détermine la perte par évaporation des lubrifiants en service à haute température. Ce test suit la norme américaine ASTM D5800.
Durant le test, un échantillon soumis à un flux d'air constant est chauffé à 250°C pendant 60 minutes. La fraction pondérale perdue est le résultat du test de Noack.
Le principal exemple de lubrifiant sur lequel ce test peut être réalisé est l'huile de moteur. À mesure que la fraction d'hydrocarbures la plus légère de l'huile de moteur s'évapore, la viscosité de l'huile restante augmente, contribuant à une mauvaise circulation, à une économie de carburant réduite, à une consommation d'huile accrue, à l'usure et à des émissions accrues de gaz d'échappement. 